# BadBadNotGood
BADBADNOTGOOD (скорочується як BBNG) — канадська музична група з Торонто, Онтаріо. Група складається з Метью Тевереса (клавішні), Честера Хенсена (бас-гітара), Леланда Вітті (саксофон) та Олександра Совінські (ударні). У музичному плані колектив поєднує звучання джазу із різними елементами електронної музики. BADBADNOTGOOD відомі кавер-версіями та колабораціями з Кендріком Ламаром, Tyler The Creator, Earl Sweatshirt, Денні Брауном, та Ghostface Killah.

## Історія

### 2010–2012: Початок та мікстейпи
Метью Тевереса, Олександр Совінські та Честер Хансен познайомилися у 2010 році в рамках джазової програми Humber College у Торонто. Тріо об'єдналося у загальній любові до хіп-хопу, а саме до MF Doom та Odd Future. У цьому складі Тевереса грав на синтезаторі Prophet '08 та електронному фортепіано. До нього приєдналися Хансен — басист, який використовує як акустичні, так і електронні інструменти, а також барабанщик Совінські. Совінські часто носив маску свині під час виступів у перші роки існування групи, частково надихнувшись MF Doom. Назва групи походить від назви комедійного телепроекту, над яким працював Тевереса, від якого, зрештою, відмовилися.
Одним із перших спільних проектів BadBadNotGood стала кавер-версія треку «Lemonade» Gucci Mane. Для групи своїх викладачів з джазового виконання вони зіграли композицію, що ґрунтується на музиці Odd Future. Викладачі не вважали її музично цінною. Після того, як гурт випустив композицію на YouTube під назвою The Odd Future Sessions Part 1, вона привернула увагу репера Tyler, The Creator, який оцінив музику інакше і допоміг відео стати вірусним. BadBadNotGood завантажили свій перший EP BBNG на Bandcamp в червні 2011 року, який включав кавери на пісні A Tribe Called Quest, Waka Flocka Flame і кілька треків Odd Future.
У вересні 2011 року вони випустили свій дебютний альбом BBNG, записаний протягом тригодинної студійної сесії. Данте Аліг'єрі зі Sputnikmusic назвав альбом «довгоочікуваним переосмисленням сучасного джазу без претензій на сопливі винні вечірки та хіпстерських динозаврів з товстими оправами». У вересні того ж року тріо провело свій перший спільний концерт у The Red Light (Торонто). Там вони познайомилися з хіп-хоп продюсером Френком Дюксом, який став їхнім близьким співавтором. За альбомом пролунали два концертні записи, BBNGLIVE 1 і BBNGLIVE 2, які були випущені в листопаді 2011 і лютому 2012 року, відповідно.
BadBadNotGood записали джем-сейшн з Tyler, The Creator, у підвалі барабанщика гурту Совінські у жовтні 2011 року. Відео цієї сесії набрало понад мільйон переглядів на YouTube. Наступного року вони також зв'язалися з іншими учасниками Odd Future, а саме з Ерлом Светшотом і Френком Оушеном, а також їх сучасниками Джої Бедасс і Денні Брауном, серед інших. Тріо відкривало фестиваль Nujazz разом із Роєм Ейерсом у січні 2012 року. На лютневому триб'юті J Dilla в Торонто їх виконання композицій «Lemonade» та «Hard in da Paint» спровокували сотні мошів.
BadBadNotGood випустили свій другий альбом BBNG2 у квітні 2012 року. Його було записано під час десятигодинної студійної сесії. У ньому беруть участь Ліланд Вітті на саксофоні та Луан Фунг на електрогітарі. У примітках до альбому зазначено, що «ніхто старше 21 року не брав участі у створенні цього альбому». В альбомі є оригінальні композиції, а також кавери на пісні Каньє Веста, My Bloody Valentine, Джеймса Блейка, Ерла Светшота та Feist.
Тріо виступало в резиденції фестивалю музики та мистецтва Коачелла в 2012 році і обидва вихідні грали з Френком Оушеном з Odd Future.

### 2013–2015:IIIтаSour Soul
До виходу альбому III перший сингл «Hedron» став доступним 20 червня 2013, коли був включений до збірки Late Night Tales: Bonobo . BadBadNotGood допомагали у створенні та написанні музики для саундтреку до фільму Залізний кулак. 14 січня 2014 був випущений другий сингл з альбому III під назвою «CS60». Третій сингл «Can't Leave The Night» був випущений 11 березня 2014 року, разом з треком «Sustain». Пізніше «Can't Leave The Night» буде включено в перший епізод третього сезону серіалу Краще подзвоніть Солу. У березні 2014 року BBNG вдруге взяли участь у фестивалі SXSW та відіграли серію шоу, у тому числі з Tyler, the Creator.
Альбом III був випущений 6 травня 2014 року на компакт-дисках, вінілі та в цифровому форматі та став першим альбомом гурту з повністю оригінальною музикою. Після випуску платівки BBNG гастролювали до кінця року, спочатку в Європі, потім у Канаді та на Східному узбережжі США, завершивши тур у грудні концертом у рідному місті Торонто.
Четвертий альбом Sour Soul був випущений Lex Records 24 лютого 2015 року у співпраці з репером Ghostface Killah. На відміну від їх ранніх робіт, це важкий хіп-хоп альбом із легкими джазовими акцентами. Гурт гастролював з квітня по жовтень 2015 року, по дорозі кілька разів виступаючи з Ghostface. Ліланд Вітті на той час неофіційно приєднався до групи. BBNG потребували четвертого музиканта, щоб грати треки з Sour Soul у турі, після чого Ліланд продовжив працювати з групою в студії.
У грудні 2015 року гурт розмістив кавери на деякі святкові класичні твори на свій YouTube-канал, у тому числі виконання композиції «Christmas Time Is Here» у співпраці з Choir! Choir! Choir! У цей же час гурт продовжував писати треки з Френком Дьюксом, а також почав активно співпрацювати з продюсером Kaytranada, з яким вони написали десятки композицій. Крім того, вони спродюсували трек «Hoarse» на студійному дебюті учасника Odd Future Ерла Светшота під назвою Doris, а також «GUV'NOR» — ремікс на трек JJ Doom з альбому Key to the Kuffs (Butter Edition) .

### 2016–2019:IVта продюсування
Саксофоніст Ліланд Вітті, запрошений учасник, приєднався до групи 1 січня 2016. У квітні BBNG взяли участь у музичному фестивалі Коачелла, вперше виступивши там офіційно.
Їхній п'ятий студійний альбом під назвою IV був випущений на Innovative Leisure 8 липня 2016 року. У його записі взяли участь кілька запрошених гостей, зокрема фронтмен Future Islands Семюел Т. Херрінг, саксофоніст Колін Стетсон, Kaytranada, хіп-хоп виконавець Мік Дженкінс, а також співачка та автор пісень Шарлотта Дей Вільсон. У грудні 2016 альбом був визнаний альбомом року на BBC Radio 6 Music. Наступні два роки група випускає серію невиданих треків із сесії запису IV у вигляді синглів, а саме спільні композиції з Коліном Стетсоном, Семом Херрінгом та Little Dragon.
На підтримку альбому IV гурт багато гастролював протягом двох років. Це були фестивалі та виступи в клубах США влітку 2016 року, а наприкінці року відбулися європейські та австралійські тури. Восени 2016 року джазовий піаніст Джеймс Хілл вперше приєднався до групи на сцені як учасник гастролювання. Хілл, який знав Тавареса ще з часу їхньої спільної роботи в Хамбер-коледжі, замінив Тавареса, який відмовився від гастролей, щоб зосередитися на продюсуванні музики, а також на розвитку свого сольного проекту Matty. Гурт продовжував гастролювати протягом 2017 та 2018 років, відігравши ще багато концертів у Північній Америці, Європі та Австралії. У середині 2018 року вони гастролювали Канадою. За цю роботу гурт був нагороджений премією Libera за найкращий виступ, заснований Американською асоціацією незалежної музики; також номінантами в цій категорії стали Run the Jewels та King Gizzard & The Lizard Wizard. Крім кількох разових концертів та короткого осіннього туру Південною Америкою та Азією, протягом 2019 року група взяла перерву в гастролях.
У 2018 році гурт виступив на відкритті, а також як інструментальний фон, на показі колекції Louis Vuitton весна/літо 2019, що проходив у садах Пале-Рояль. Виступ розпочинався кавером на пісню Каньє Уеста «Ghost Town» з його альбому Ye 2018 року. Також колектив виконував безліч оригінальних робіт і каверів протягом усього шоу. Група працювала з Бенджі Бі і Вірджилом Абло, які часто співпрацювали з Каньє для удосконалення творчого спрямування музики в шоу.
Під час та після створення альбому IV учасники BBNG знайшли час, щоб разом розробляти інші музичні проекти та залучати інших артистів до своєї студії в Торонто для продюсування та запису. Серед них були такі артисти, як Калі Учіс та Мік Дженкінс, а також інші виконавці з Торронто, такі як Шарлотта Дей Вілсон, Джаунт та Джона Яно. За цей час вони також написали дві помітні композиції для альбомів, випущених Кендріком Ламаром: інструментал до треку «Lust» із DAMN. (2017) та «The Ways» з Black Panther The Album (2018). Обидва альбоми були номіновані на премію Греммі у категорії «альбом року».
У жовтні 2019 року Метью Таварес оголосив про свій вихід з групи. Він продовжує співпрацювати з гуртом як автор композицій.

### 2020 – теперішній час: нові колаборації таTalk Memory
У лютому 2020 року в інтерв'ю Совінські та Вітті щодо їхнього спільного саундтреку до інді-трилера Зникнення в Кліфтон-Хілл зазначили, що BBNG в даний час працюють над новим альбомом, який орієнтовно має вийти наприкінці 2020 року. До перенесення та скасування концертів у 2020 році, група планувала відновити гастролі у квітні, починаючи з Коачелла. У квітні 2020 року BBNG випустили сингл «Goodbye Blue», спільно з треком «Glide (Goodbye Blue Pt. 2)», їх першим оригінальним релізом майже за два роки.
Для просування треку «The Chocolate Conquistadors» з MF Doom, який звучав у Grand Theft Auto Online, 12 грудня 2020 року гурт узяв інтерв'ю у Жиля Петерсона на Worldwide FM, під час якого Совінський сказав: «У нас обов'язково буде новий альбом [2021 року], і це буде перший запис приблизно за п'ять років…». У липні 2021 року у Твіттері вони знову заявили, що кілька альбомів перебувають у розробці.
У червні 2021 року їхній трек «Time Moves Slow» за участю Семюеля Т. Херрінга знову привернув до себе увагу, оскільки був семплював в композиції «Running Away» музиканта VANO 3000 з його відео-челенджа Adult Swim в TikTok. Разом з групою VANO 3000 офіційно випустили сингл 21 червня 2021 на лейблі Innovative Leisure; на момент випуску, відео з тегом "#adultswim" було переглянуто близько 3,4 мільярда разів.
У липні 2021 року гурт анонсував свій майбутній інструментальний альбом Talk Memory у соціальних мережах. Цей альбом відзначає п'ятирічну річницю їхнього останнього релізу IV. Щоб підтримати альбом перед його випуском, група анонсувала обмежену серію журналів Memory Catalog, що розповсюджується через незалежні музичні магазини, і опублікувала на своєму веб-сайті ноти великого синглу Signal from the Noise. 15 липня 2021 року вони випустили дев'ятихвилинний сингл «Signal from the Noise», співпродюсером якого виступив Floating Points. 8 вересня 2021 року гурт випустив «Beside April» як сингл для другого альбому та оголосив дати турне за трьома напрямками: Канада в грудні 2021 року, США в березні 2022 року та Європа восени 2022 року.

## Склад
- Метью Теверес - клавішні (2010-тепер)
- Олександр Совінський - ударні, семплювання (2010-тепер)
- Честер Хенсен - бас-гітара, контрабас (2010-нині)
- Леланд Вітті — саксофон, альт, скрипка, гітара (2016-тепер)

### Турові учасники
- Джеймс Хілл - клавішні (2016-тепер)

## Дискографія

### Студійні альбоми
- BBNG (2011)
- BBNG2 (2012)
- III (2014)
- Sour Soul (спільно з Ghostface Killah) (2015)
- IV (2016)
- Talk Memory (2021)
- Mid Spiral (2024)

### Концертні альбоми
- BBNGLIVE 1 (2011)
- BBNGLIVE 2 (2012)

### Сингли
- «BBNGSINGLE» (2011)[53]
- «Flashing Lights / UWM» (2013)
- «Hedron» (2013)
- «CS60» (2014)
- «Can’t Leave The Night / Sustain» (2014)
- «Six Degrees» (спільно з Ghostface Killah, за участю Денні Брауна) b/w «Tone’s Rap» (2014)[54]
- «Velvet / Boogie No. 69» (2015)
- «Here & Now / Timewave Zero» (2016)

### Ремікси
- Lavender feat. Kaytranada & Snoop Dogg [Nightfall Remix] (2017)

## Спродюсовані композиції
2012
JJ Doom - Key to the Kuffs
- 19. «Guv'nor (BadBadNotGood Version)»

Various — Людина із залізними кулаками
- 05. «Get Your Way (Sex Is a Weapon) (Idle Warship)»
- 06. «Rivers of Blood» (Wu-Tang Clan і Kool G Rap)

2013
Earl Sweatshirt - Doris
- 14. «Hoarse»

Денні Браун - Old
- 19. «Float On» (за участю Charli XCX)

2015
Калі Учіс - Por Vida
- 06. «Rush»

2016
Kaytranada - 99.9%
- 06. «Weight Off» (за участю BadBadNotGood)

Мік Дженкінс - The Healing Component
- 06. «Drowning» (за участю BadBadNotGood)

Hodgy - Fireplace: TheNotTheOtherSide
- 10. «Tape Beat» (за участю Lil Wayne)

2017
Фредді Гіббс - You Only Live 2wice
- 02. «Alexys»

Кендрік Ламар - DAMN.
- 09. «Lust» (спродюсований з DJ Dahi та Sounwave)